# Sonne
Sonne（德译：太阳）是NDH乐队Rammstein的一首歌曲，是Mutter中第一首发布的歌曲，据Till Lindemann说，這首歌原本要作為烏克蘭重量級拳擊冠軍，"鐵拳"维塔利·克利奇科的入場音樂，但終究沒派上用場。不過開頭還是保留裁判在場上的倒數十秒。

## MV
MV将各成员塑造成为白雪公主开采黄金的矮人，很显然，当乐队成员在看迪斯尼的老作品白雪公主和七个小矮人时，Sonne在恰好后台播放，给予了他们创作这个MV的灵感。另据Paul说，MV源于贝斯手Oliver "Ollie" Riedel在电脑上将歌曲和白雪公主混合，乐队假想了大概40个关于MV的点子，比如一位拳击手的故事，选用白雪公主之前，有一个点子跟在广岛投下的核武器(与歌词和沮丧的唱腔相符)有关。片中白雪公主扮演者是俄罗斯演员Joulia Stepanova。此外还有一个更长的扩展版本，有更多场景在里面（白雪公主一边看着金戒指一边抽烟）。